# Medeltidsveckan

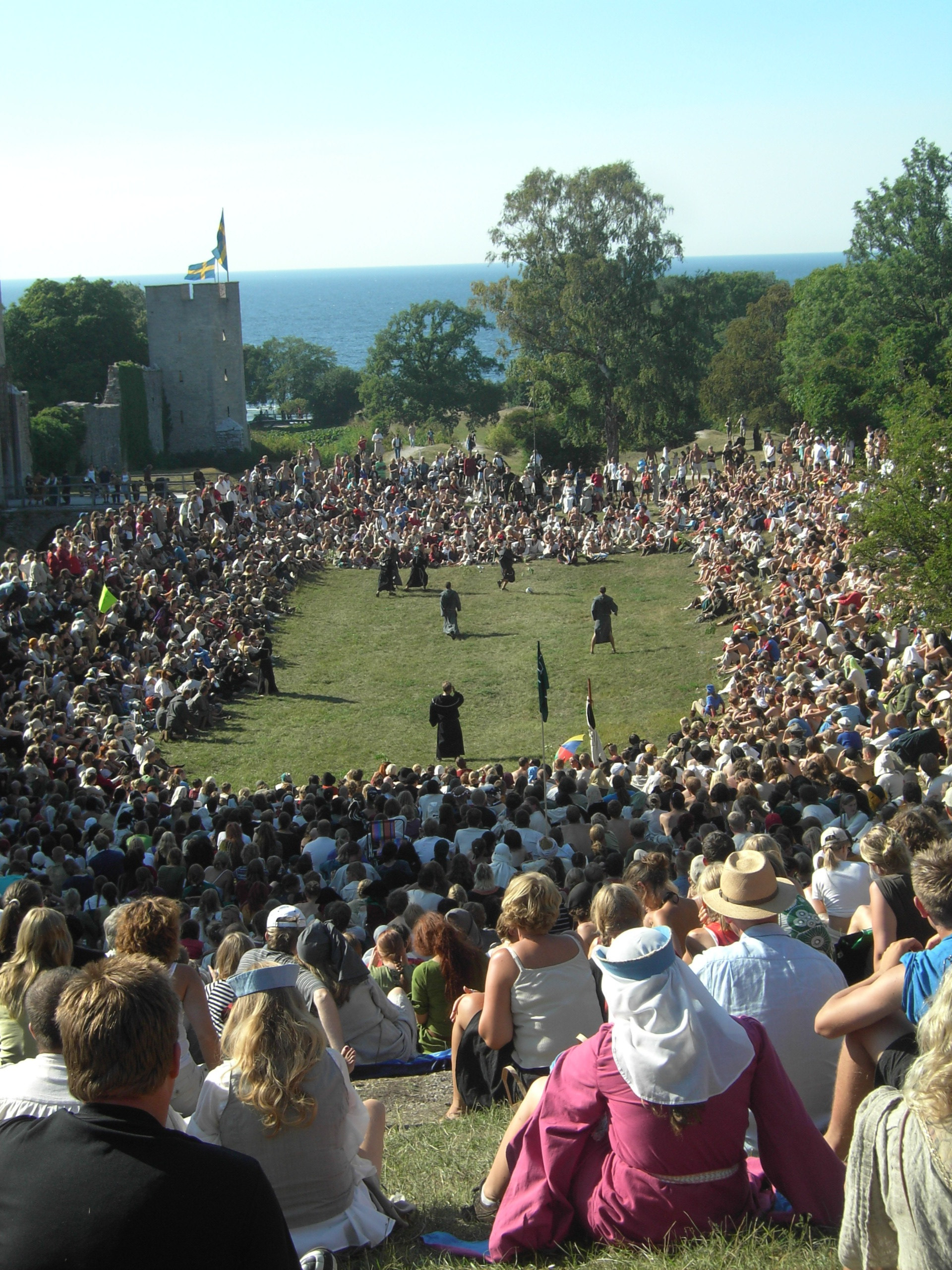
Mittelalterliches Fußballspiel auf dem „Strandzaun“ (Strandgärdet) nördlich der Stadtmauer von Visby

Die Mittelalterwoche (schwedisch Medeltidsveckan) ist eine Veranstaltung auf der schwedischen Insel Gotland. Von den Einwohnern der Insel wird sie als Teil einer (wiederbelebten) Folklore oder als Erinnerungskultur, denn als historisierender Mittelaltermarkt und Touristenspektakel betrachtet.
Die Medeltidsveckan findet seit 1984 alljährlich im August in der 32. Kalenderwoche statt. Veranstalter ist die Stiftelsen Medeltidsveckan. Ihr gehören Gotlands Bildningsförbund, Gotlands Fornvänner, Gotlands kommun,  Gotlands Hembygdsförbund, Gotlands Turistförening und die Medeltidsgillet, die Mittelaltergilde von Gotland an. Den historischen Hintergrund bildet die Eroberung Gotlands durch Valdemar IV. Atterdag, König von Dänemark, im Jahre 1361.
Zur Medeltidsveckan verwandelt sich die Inselhauptstadt Visby in eine Hansestadt des 14. Jahrhunderts. Reges Treiben herrscht auf den mittelalterlich gestalteten Straßen und Märkten.
Viele der rund 40.000 Besucher kommen in mittelalterlichen Gewändern. Insbesondere die Gotlänningar legen großen Wert auf Authentizität ihrer Kleidung und Ausrüstung. Das Programm der Medeltidsveckan erstreckt sich über die gesamte Insel. Zahlreiche Märkte und Konzerte sowie etliche kulturelle Veranstaltungen zu historischen Themen finden an geschichtsträchtigen Orten wie der Domkirche zu Visby statt. Zu den Höhepunkten der Woche gehören die Ritterturniere. Neben den kämpfenden Rittern präsentieren sich Bogenschützen im Wettkampfe. Die Turniere erfreuen sich so großer Beliebtheit, dass bereits im Juli einige auf dem Land und in der Stadt Visby veranstaltet werden.
Auch ein Musical, Jungfru-sägnen („Die Jungfrau-Sage“) von Josephine Alfredson Agnestig, wurde im Jahre 2012 in Sankta Karin's Ruine aufgeführt. Bengt Sprowede aus Sproge spielte darin Valdemar Atterdag und Jonas Larsson Grönström aus Hemse (später Visby) spielte dessen Sohn, Kronprinz Christoffer von Dänemark.
Der Eintritt war früher frei. Im Jahr 2023 kostete es 689 SEK für die ganze Woche und 449 SEK für vier Tage und das Tagesticket gibt es für 149 SEK für Erwachsene.

Bilder
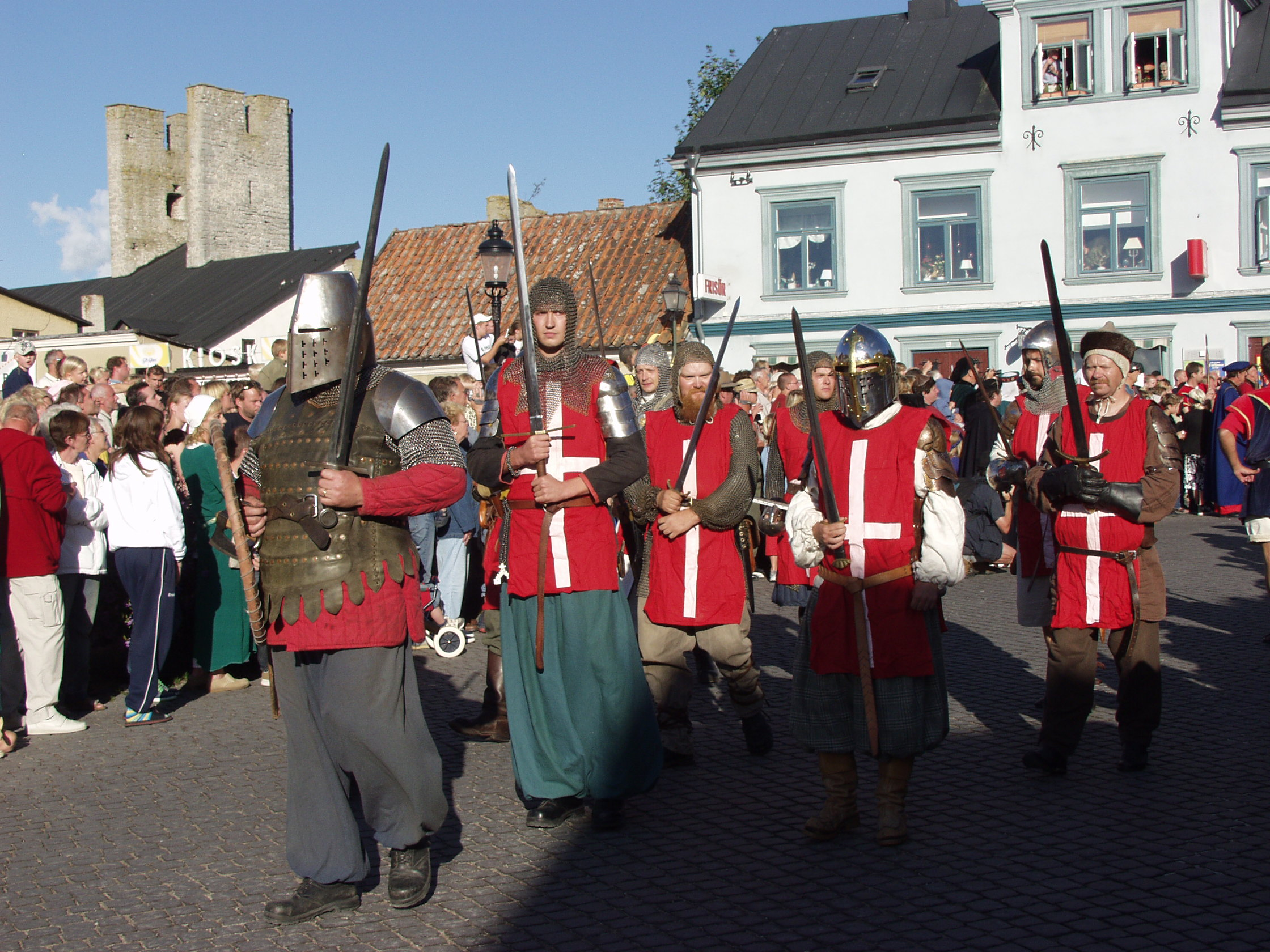
Nachgespielter Einzug der Truppen Waldemar Atterdags in Visby
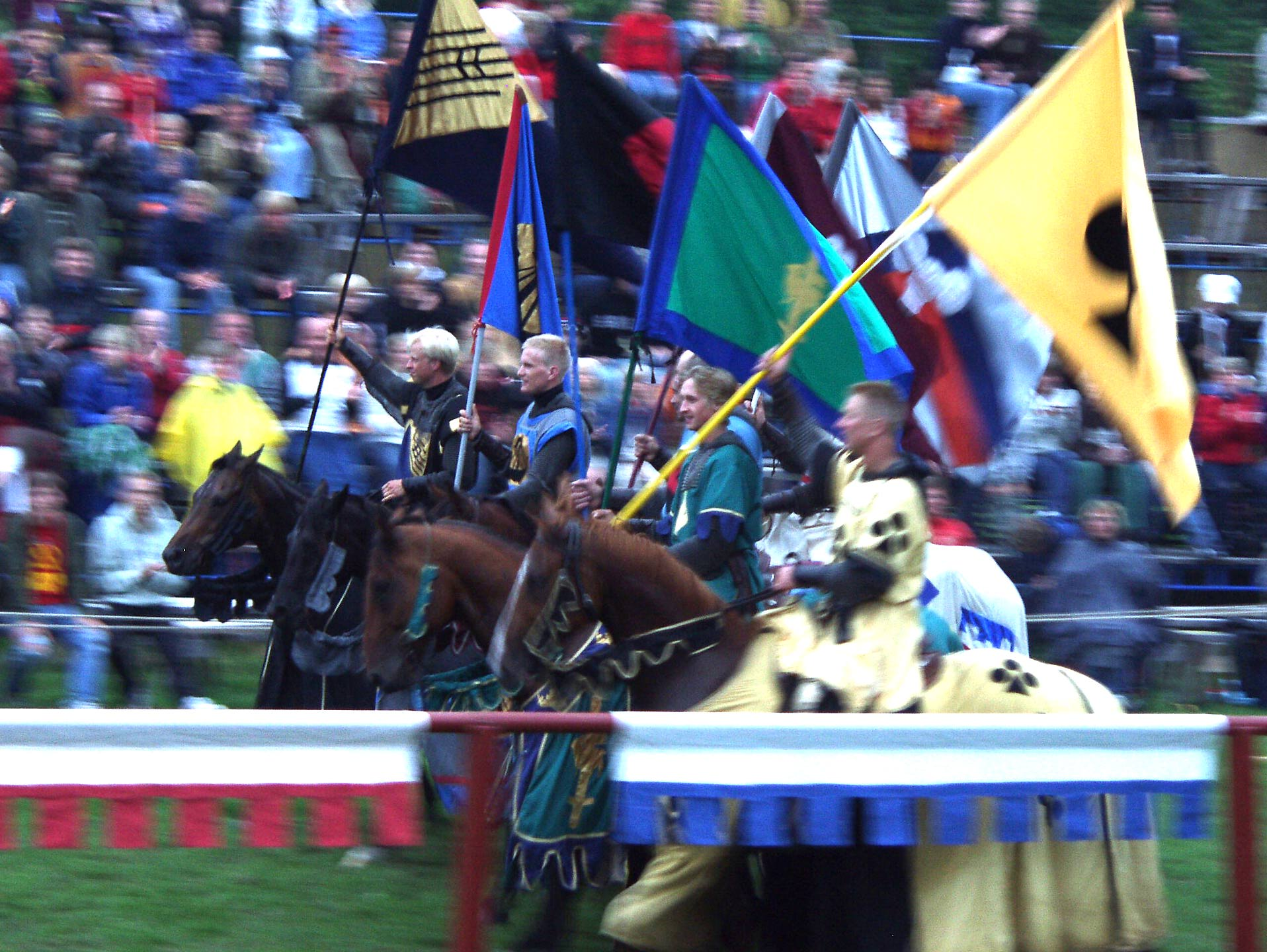
Großes Ritterturnier
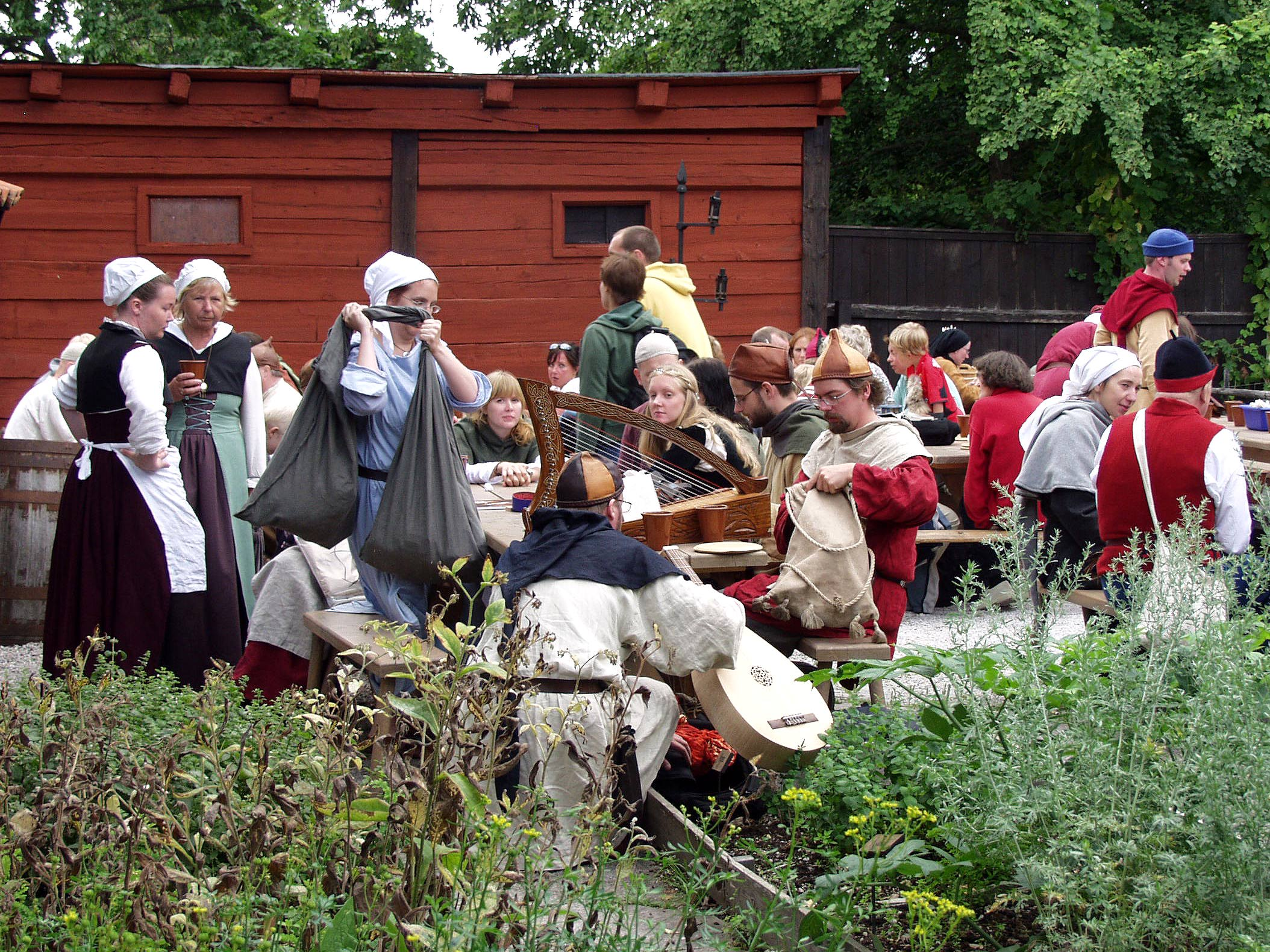
Ein Großteil der Besucher Visbys trägt zur Mittelalterwoche historische Kleidungsstücke
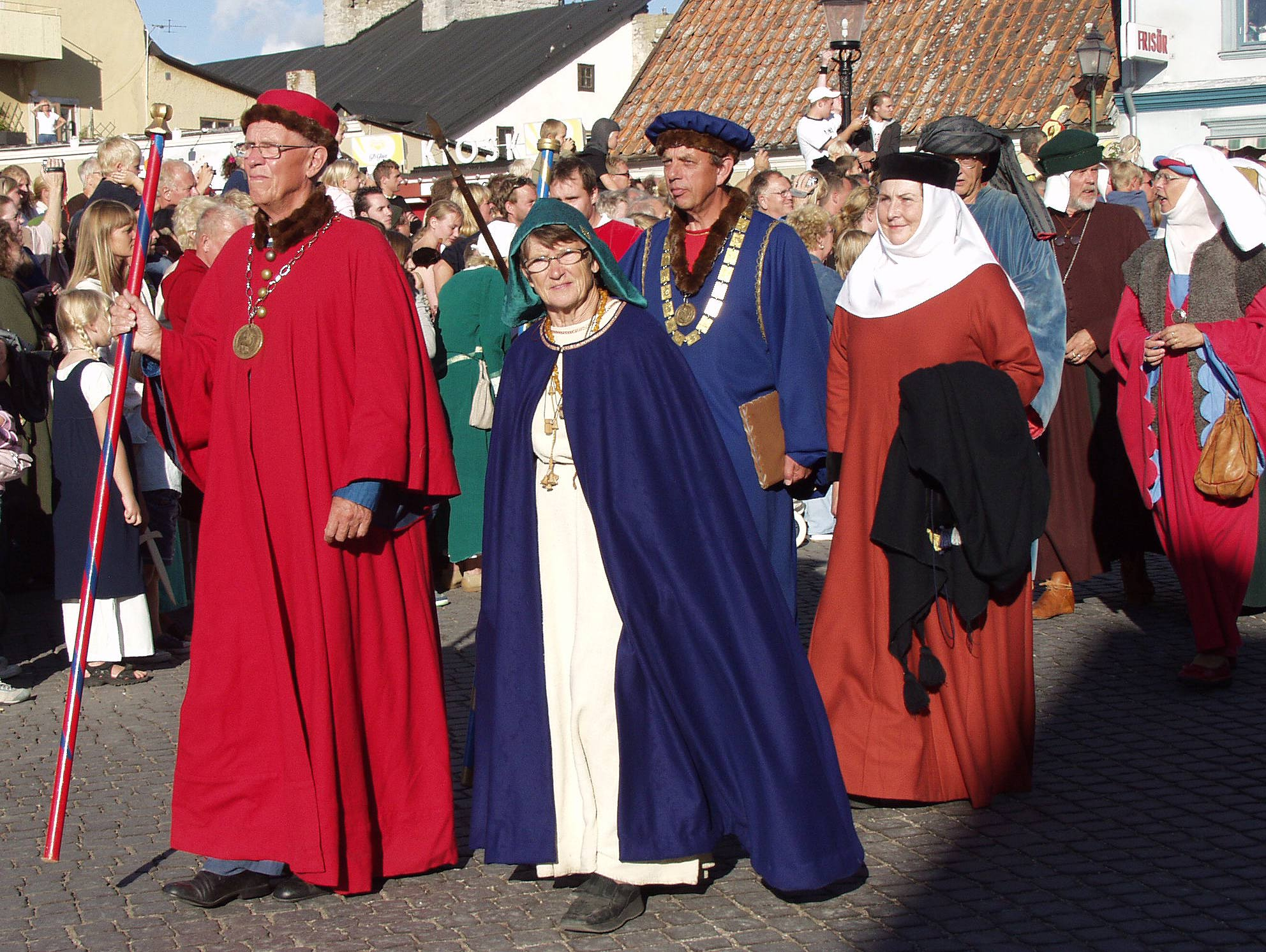
Gruppe mittelalterlich Gekleideter